# Gila Almagor

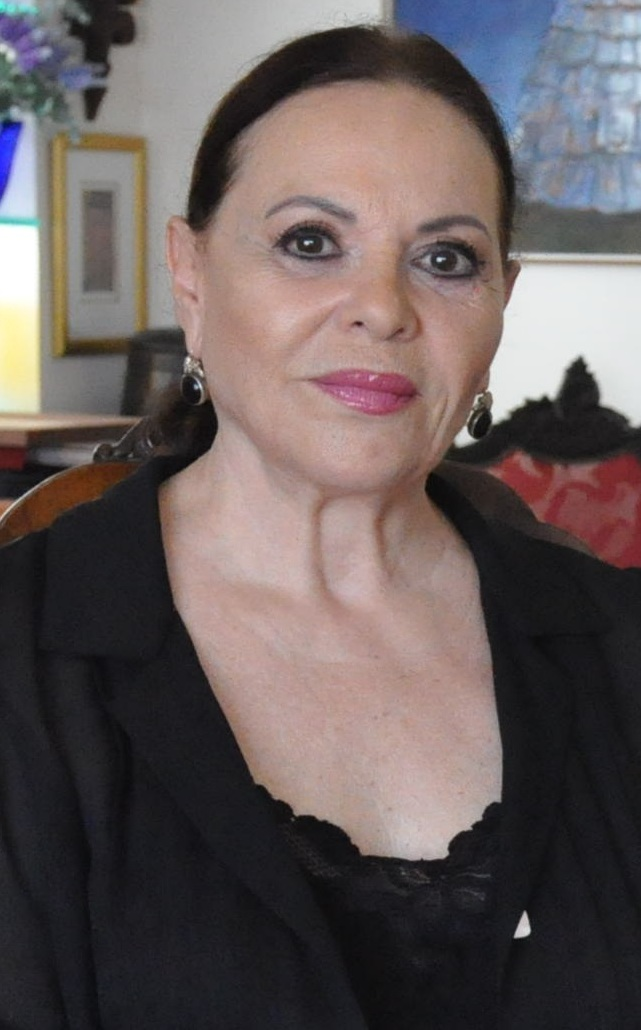
Gila Almagor (2011)

Gila Almagor (hebräisch גילה אלמגור, geboren als Gila Aleksandrowitz, * 22. Juli 1939 in Petach Tikwa) ist eine israelische Schriftstellerin und Schauspielerin.

## Leben
Gila Almagor wurde 1939 im Mandatsgebiet Palästina, heute Israel, geboren. Vier Monate vor ihrer Geburt war ihr Vater Max Alexandowitz, ein Emigrant aus Deutschland und Polizist der britischen Armee, von einem arabischen Scharfschützen erschossen worden. Ihre Mutter Henya entwickelte in der Folge psychische Probleme, die durch den Verlust ihrer gesamten Familie im Holocaust verschärft wurden. Als Gila Almagor 13 Jahre alt war und ihre Mutter in einem Heim untergebracht werden musste, kam sie ins Jugenddorf Hadassim und erhielt dort eine zwei Jahre dauernde Ausbildung.

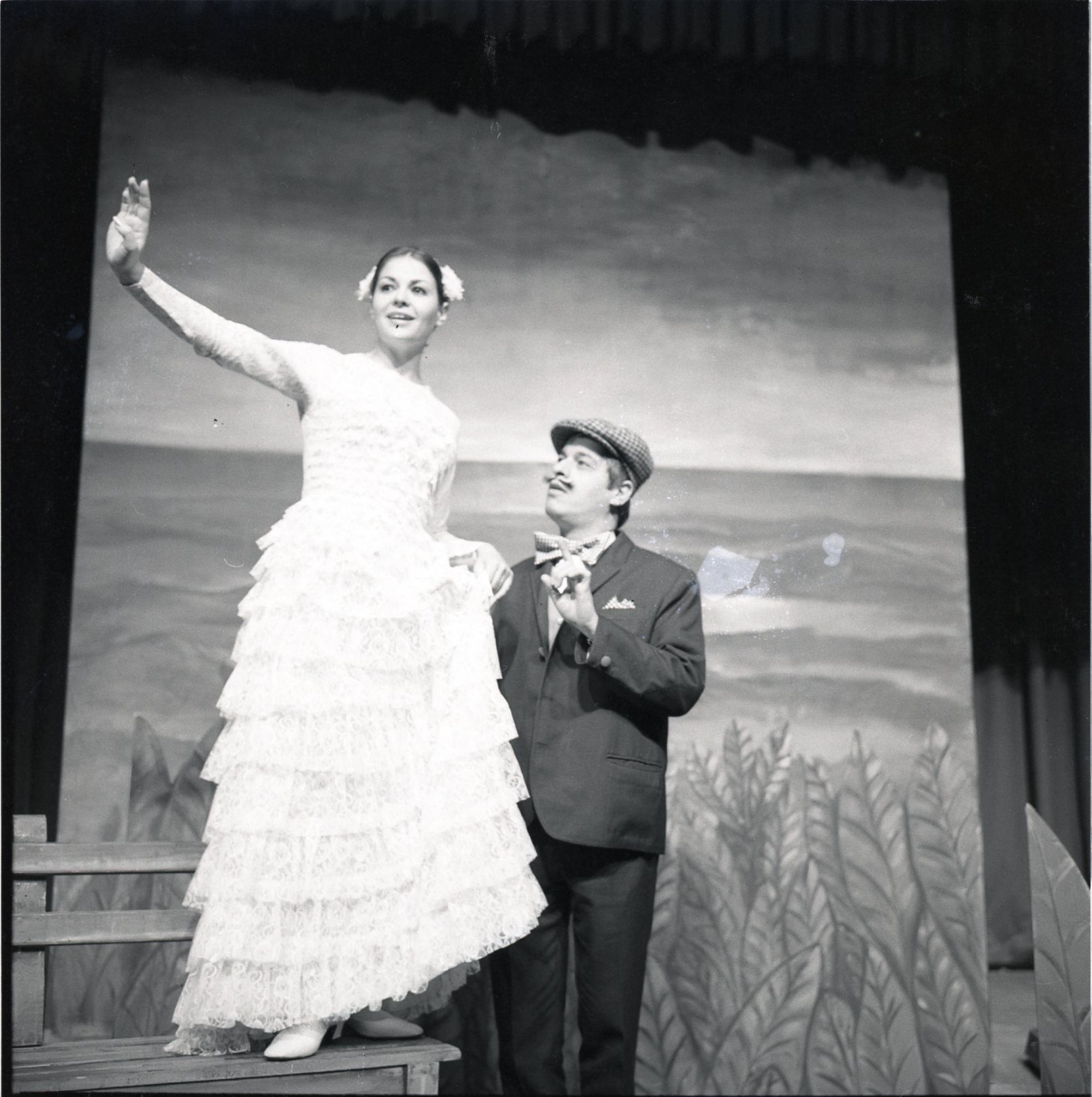
Gila Almagor auf der Bühne mit Yossi Banai (1967)

Im Alter von 17 Jahren nahm sie Schauspielunterricht und zog dafür nach Tel Aviv. Nach der Schauspielschule studierte Almagor zwei Jahre in New York. Anschließend trat sie in den führenden Theatern Israels auf.
In ungefähr 40 Spielfilmen hatte Almagor die Hauptrolle inne. Sie war in mehreren Filmen von Ephraim Kishon zu sehen. Zudem arbeitete sie mehrere Male mit dem Produzenten und Regisseur Menahem Golan zusammen. Außerdem hatte sie eine eigene Radioshow und setzte sich für krebskranke Kinder ein.
Für ihre Rolle im Film Der Sommer von Aviha erhielt sie 1989 den Silbernen Bären. Im Jahr 2004 wurde ihr der Israel-Preis verliehen. Für ihre Rolle im Film Tied Hands war sie 2006 für den Ophir Award in der Kategorie Beste Hauptdarstellerin nominiert. Die Universität Tel Aviv verlieh ihr 2009 die Ehrendoktorwürde.
Almagor gehört zu den Gründungsmitgliedern der Israeli Union of Performing Artists und des Tel Aviv International Film Festivals. Bei den 46. Internationalen Filmfestspielen Berlin war sie 1996 Mitglied der internationalen Jury.

## Schriftstellerisches Werk (Auswahl)
- Der Sommer von Aviha, Roman 1985 (dt. 1990)
- Auf dem Hügel unter dem Maulbeerbaum, Roman 1992 (dt. 1994)
- Alex, Dafi und ich, Roman 2002 (dt. 2005)

## Filmografie (Auswahl)
- 1960: Brennender Sand
- 1962: Gebt mir zehn verzweifelte Menschen (Donnez-moi dix hommes désespérés)
- 1964: Sallah – oder: Tausche Tochter gegen Wohnung (Sallah)
- 1966: Einer spielt falsch (Trunk to Cairo)
- 1967: Ervinka
- 1971: Highway Queen
- 1972: Flucht in die Sonne (Escape to the Sun)
- 1973: Das Haus in der dritten Straße (Ha-Bayit Berechov Chelouche)
- 1972: Tod eines Fremden
- 1977: Operation Thunderbolt (Mivtsa Yonatan)
- 1979: Meine Mutter, der General (Imi Hageneralit)
- 1980: Versteckspiel (Machboim)
- 1980: Vor dem Abgrund (Al Hevel Dak)
- 1982: Golda Meir (A Woman Called Golda) (TV-Film)
- 1986: Liebe ist ein Spiel auf Zeit (Every Time You Say Goodbye)
- 1988: Aviyas Sommer (Ha-Kayitz Shel Aviya)
- 1989: Der Rosengarten (The Rose Garden)
- 1990: In der Gewalt der anderen (Held Hostage: The Sis and Jerry Levin Story) (TV-Film)
- 1992: Life According to Agfa – Nachtaufnahmen (החיים על פי אגפא)
- 1994: Unter dem Maulbeerbaum (Etz Hadomim Tafus)
- 1998: Dangerous Acts
- 2005: München (Munich)
- 2005–2008: BeTipul (TV-Serie, 16 Folgen)
- 2006: Tied Hands
- 2007: Der Preis der Vergeltung (Ha-Hov)
- 2010: Die Reise des Personalmanagers (Shliḥuto shel Ha'Memuneh al Mash'abey Enosh)
- 2011–2012: Yaldey Rosh Ha-Memshala (TV-Serie, 18 Folgen)
- 2015: Fire Birds
- 2016: Antenna
- 2016: Der Tel-Aviv-Krimi – Shiv’a (TV-Reihe)
- 2019: Mossad
- 2019: Nehama (TV-Serie, zehn Folgen)
- 2021: Shkufim (TV-Serie, neun Folgen)